# Sofie van Hooren
Sofie van Hooren (12 augustus 1994) is een Belgisch voetbalspeelster. Ze speelt als middenvelder bij SV Zulte Waregem.

## Statistieken
| Seizoen | Club   | Land   | Competitie   | Wedstrijden | Doelpunten |
| ------- | ------ | ------ | ------------ | ----------- | ---------- |
| 2012/13 |        | België | BEL          | 3           | 0          |
| 2020/21 |        | België | Super League | –           | –          |
| Totaal  | Totaal | Totaal | Totaal       | –           | –          |

Laatste update: september 2020